# Francisco Javier Carpio Pineda
Francisco Javier Carpio Pineda, nacido en Córdoba (España) el 3 de noviembre de 1971, es un exfutbolista andaluz. Conocido como Pineda o Pinedita, jugaba en la posición de mediocentro.

## Trayectoria

### Como jugador
Formado en la base del equipo cordobés del Séneca, Pineda es captado por las categorías inferiores del Sevilla FC. Tras destacadas actuaciones en el filial da el salto al primer equipo en la temporada 1992-1993, en la que disputa 26 partidos de liga. En esa temporada coincide con Diego Armando Maradona, que queda prendado de sus condiciones y no duda en afirmar que es el futbolista con más calidad del plantel. Sin embargo, Pineda permanece en el Sevilla tres temporadas más con muy poca participación, lo que motiva su salida del club en el verano de 1996.
Un ilusionado CF Extremadura es su destino durante esa temporada, con 31 partidos y 4 goles en su haber.
En la temporada 1997-1998 ficha por el Rayo Vallecano, de Segunda División, donde está dos campañas y goza de unos buenos números, especialmente en la segunda, en la que convierte cinco goles, que contribuyen a que el conjunto franjirrojo certifique su ascenso de categoría.
En el verano de 1999 se enrola en el Getafe CF, donde juega otras dos temporadas, mucho en la primera y bastante poco en la segunda. Su equipo acaba descendiendo a Segunda División B y Pineda decide alejarse ya del fútbol de categorías profesionales, al menos en España.
Recala en el Montilla Club de Fútbol, de Tercera División. Durante la temporada 2002-2003 protagoniza una fugaz aventura en la segunda categoría portuguesa con el GD Chaves, pero termina el ejercicio en un inestable Orihuela CF, donde pese a todo es titular.
El Carolinense Club Deportivo será su último equipo antes de colgar las botas, en verano de 2006.
Jugo dos partidos con la Selección Sub-21

### Como entrenador
Su carrera como entrenador comienza en diciembre de 2005, en las filas del modesto Villa del Río cordobés de la Primera Andaluza. Posteriormente, y como ayudante de su paisano Rafael Berges, dirige al Lucena CF durante unas jornadas de la temporada 2006-2007. Su último equipo como entrenador ha sido el juvenil del Córdoba CF.
En la temporada 18/19 es ayudante de Luis García Tevenet en el filial del Levante UD, el Atlético Levante.

### Como jugador
| Club             | País     | Año       |
| ---------------- | -------- | --------- |
| Sevilla Atlético | España   |           |
| Sevilla FC       | España   | 1992-1996 |
| CF Extremadura   | España   | 1996-1997 |
| Rayo Vallecano   | España   | 1997-1999 |
| Getafe CF        | España   | 1999-2001 |
| GD Chaves        | Portugal | 2001-2002 |
| Orihuela CF      | España   | 2002-2003 |
| RUD Carolinense  | España   | 2003-2006 |

### Como entrenador
| Club                               | País   | Año       |
| ---------------------------------- | ------ | --------- |
| Villa del Río C.F.                 | España | 2005-2006 |
| Lucena CF (2.º entrenador)         | España | 2006      |
| At. Levante UD (2.º entrenador)    | España | 2019-2021 |
| Atlético Madrid B (2.º entrenador) | España | 2021-Act. |